# Kavieng
Kavieng (in der deutschen Kolonialzeit Käwiéng genannt) ist eine Stadt auf der Insel Neuirland in Papua-Neuguinea mit 11.560 Einwohnern und die Hauptstadt der Provinz New Ireland.

## Lage
Kavieng liegt am Nordkap (North Cape) der Insel Neuirland, Hauptinsel der gleichnamigen Provinz. Seine Lage an der Strömung zwischen dem offenen Wasser des Pazifiks und der Bismarcksee hat eine vielfältige Unterwasserwelt geschaffen. Vom kleinen Flughafen Kavieng (ICAO: AYKV and IATA: KVG) existiert eine tägliche Verbindung in die Hauptstadt Port Moresby. Der Boluminski Highway führt von Kavieng 264 km an der Ostküste der Insel entlang bis Namatanai.

## Geschichte
Kavieng gehörte von 1884 bis 1914 zur deutschen Kolonie Deutsch-Neuguinea und galt zu dieser Zeit als bedeutendste Siedlung der Insel. 1920 wurde die Stadt Teil des australischen Mandatsgebietes Territorium Neuguinea.
Der Krieg erreichte den Ort am 23. Januar 1942 mit der Ankunft der japanischen Marine und dem Abzug von etwa 150 Soldaten der 1. unabhängigen Kompanie der australischen Armee. Während die europäisch-stämmigen Frauen und Kinder Ende Dezember eilig evakuiert worden waren, blieben etwa 100 Zivilisten zurück. Nur eine Handvoll überlebte die Kriegsjahre. Mindestens 23 von ihnen wurden allein im März 1944 beim Massaker von Kavieng Wharf hingerichtet. Der japanische Kommandant der Garnison Konteradmiral Ryukichi Tamura gab den Befehl, die europäischen Gefangenen in Kavieng zu töten, als die Invasion der Alliierten erwartet wurde. Tamura wurde in der Folge im März 1948 in Hongkong nach einem dortigen Kriegsverbrecherprozess gehängt. Eine Gedenktafel mit den Namen der Toten wurde am 4. Juli 2002 am Kavieng War Memorial enthüllt.
Ungefähr 13.000 japanische Truppen befanden sich im September 1945 auf Neuirland, als HMAS Swan eintraf, um ihre Kapitulation anzunehmen.
Von der Infrastruktur in Kavieng war durch die fast ununterbrochene Bombardierung 1944/45 im Wesentlichen nichts übrig geblieben. Auch die Plantagen waren weitgehend zerstört. Die Menschen vor Ort hatten schrecklich unter Misshandlung, Unterernährung und fehlender Gesundheitsversorgung gelitten.

## Nach dem Zweiten Weltkrieg
Nach Kriegsende fiel Kavieng in einen „Dornröschen-Schlaf“ und blieb jahrzehntelang unbeachtet. Nach der Unabhängigkeit von Papua-Neuguinea erfolgte eine beschränkte Neuentwicklung, so dass die Einwohnerzahl seit 1980 fast um das Dreifache anstieg.
Dennoch wird Kavieng noch immer als typischer Südsee-Hafen wie aus einem Roman von Somerset Maugham beschrieben, klein, schläfrig und friedlich.
|                       | Jan   | Feb   | Mär   | Apr   | Mai   | Jun   | Jul   | Aug   | Sep   | Okt   | Nov   | Dez   |   |         |
| Mittl. Tagesmax. (°C) | 30,7  | 30,6  | 30,8  | 30,8  | 30,8  | 30,6  | 30,4  | 30,5  | 31,0  | 31,1  | 31,1  | 30,7  | ⌀ | 30,8    |
| Mittl. Tagesmin. (°C) | 24,0  | 23,9  | 24,1  | 23,8  | 23,7  | 23,4  | 22,9  | 23,1  | 23,1  | 23,4  | 23,5  | 23,8  | ⌀ | 23,6    |
|                       |       |       |       |       |       |       |       |       |       |       |       |       |   |         |
| Niederschlag (mm)     | 312,6 | 294,6 | 325,8 | 280,0 | 253,0 | 209,4 | 246,6 | 202,0 | 171,6 | 213,9 | 210,2 | 265,0 | Σ | 2.984,7 |
|                       |       |       |       |       |       |       |       |       |       |       |       |       |   |         |
| Regentage (d)         | 23    | 21    | 23    | 21    | 21    | 21    | 22    | 19    | 17    | 19    | 19    | 22    | Σ | 248     |

| 24,0 |

| 23,9 |

| 24,1 |

| 23,8 |

| 23,7 |

| 23,4 |

| 22,9 |

| 23,1 |

| 23,1 |

| 23,4 |

| 23,5 |

| 23,8 |

| 24,0 |

| 23,9 |

| 24,1 |

| 23,8 |

| 23,7 |

| 23,4 |

| 22,9 |

| 23,1 |

| 23,1 |

| 23,4 |

| 23,5 |

| 23,8 |